# Nuristani-Sprachen
Die Nuristani-Sprachen – früher auch Kafiri-Sprachen (das heißt „Sprachen der Ungläubigen“) genannt – bilden einen kleinen separaten Zweig des Indoiranischen. Dazu gehören sechs Sprachen mit insgesamt etwa 30.000 Sprechern. Sie werden hauptsächlich in Afghanistan (25 Tausend), aber auch in einigen abgelegenen Tälern im äußersten Westen Pakistans (etwa 5 bis 6 Tausend) von der Volksgruppe der Nuristani gesprochen.

## Position der Nuristani-Sprachen
Linguistisch stellen die Nuristani-Sprachen ein Bindeglied zwischen den iranischen und indoarischen Sprachen dar, das wahrscheinlich eine etwas größere Nähe zu den indoarischen Sprachen aufweist.
Früher wurden die Nuristani-Sprachen dem dardischen Zweig des Indoarischen zugeordnet, was noch immer zu Verwechslungen der Begriffe „Nuristani“ und „Dardisch“ führt. Allerdings sind alle Nuristani-Sprachen sowohl lexikalisch als auch grammatisch mehr oder weniger stark von benachbarten dardischen Sprachen beeinflusst worden.

## Nuristani-Sprachen: Sprecherzahlen, Dialekte, geographische Lage
- Nuristani-Sprachen (Kafiri) 6 Sprachen, zusammen 30 Tausend Sprecher
  - Kati (Bashgali) 20 Tausend, Dialekte Kamviri (oder Lamertviri), Mumviri, Ost-Kataviri (oder Shekhani), West-Kataviri
    - in Afghanistan (15 Tausend): Ramgal-, Kulam-, Ktivi-, Paruk, Bashgal-Tal; in Pakistan (5 Tausend): Chitral- und Lutkuh-Tal

  - Prasun (Wasi-Weri, Veron, Wiron, Paruni) 1–2 Tausend
    - in Afghanistan: Prasun-Tal

  - Ashkun (Wamai) 1–7 Tausend, Dialekte Ashuruviri (Kolata), Gramsukraviri, Sruviri (Wamai)
    - in Afghanistan: Pech-Tal bei Wama, nordwestl. Asadabad in der Kunar-Provinz

  - Waigali (Kalasha-ala, Wai-ala) 2 Tausend, Dialekte Varjan-ala, Chima-Nishey-ala
    - in Afghanistan: Südost-Nuristan, nördl. Pech-Fluss in Zentral-Kunar, Waigal- und Veligal-Tal

  - Gambiri (Tregami) 1 Tausend
    - in Afghanistan: Tregam-Tal.

  - Zemiaki < 1 Tausend (von Grjunberg 1971/1999 als separate Nuristani-Sprache identifiziert, meist als Dialekt des dardischen Nangalami/Grangali klassifiziert)
    - in Afghanistan: Enklave südlich des Pech-Flusses, ganz von dardischen Sprachen umgeben;

Waigali, Gambiri und Zemiaki sind offensichtlich enger verwandt und könnten eine genetische Untereinheit bilden.